# Marek Sewen
Marek Sewen, właściwie Henryk Łagoda (ur. 4 września 1930 w Poznaniu) – polski altowiolista, kompozytor, dyrygent, aranżer.

## Życiorys
Uczęszczał do I Liceum Ogólnokształcącego im. Karola Marcinkowskiego w Poznaniu, gdzie w 1951 roku zdał maturę. Następnie ukończył w 1955 studia muzyczne w Państwowej Wyższej Szkole Muzycznej w Poznaniu. Studiował grę na altówce, kompozycję i dyrygenturę.

## Działalność artystyczna
Już w czasie studiów został członkiem Filharmonii Poznańskiej (1951–1955), a następnie od 1956 współpracował przez 10 lat z Orkiestrą Filharmonii Narodowej w Warszawie.  W tym czasie komponował, m.in. piosenki i pieśni do tekstów Adama Asnyka i Marii Konopnickiej. W latach 1965–1966 przebywał w Stanach Zjednoczonych współpracując twórczo z MGM Studios w Hollywood. W 1968 organizuje przy Warszawskim Towarzystwie Muzycznym kameralną orkiestrę Warszawskie Smyczki (do 1974) – zespół złożony z najwybitniejszych muzyków Filharmonii Narodowej. W 1975 zakłada Kapelę Zamku Warszawskiego Capella Arcis Varsoviensis, która swą działalnością nawiązuje do dawnych tradycji muzycznych Zamku Królewskiego w Warszawie. W późniejszym czasie Capella Arcis Varsoviensis została przekształcona w Warsaw Chamber Orchestra, z którą Marek Sewen odbywa liczne tournées koncertowe, występując na czterech kontynentach, oraz nagrywa płyty kompaktowe dla krajowych i zagranicznych producentów.
W 1985 powstaje zespół Warsaw Symphony Orchestra, którego przeznaczeniem jest udział w uroczystych koncertach i artystycznych wydarzeniach Warszawy.
Marek Sewen występuje również z orkiestrami symfonicznymi. Poza Polską dyrygował m.in. w USA, Kanadzie, Wenezueli, Japonii, Rosji, Wielkiej Brytanii, Grecji, Szwajcarii, Belgii, Holandii, Bułgarii, Rumunii, Francji, Niemczech, Hiszpanii, Włoszech, Estonii, Czechach, na Łotwie, Litwie oraz Słowacji. Współpracuje z licznymi orkiestrami symfonicznymi w Polsce. Jest m.in. pierwszym gościnnym dyrygentem Filharmonii Olsztyńskiej.

## Twórczość
Jego muzyka, osadzona w nurcie neoklasycznym z elementami romantyzmu, uzyskała międzynarodowe uznanie na konkursach i festiwalach muzycznych w Atenach (Grecja), Bukareszcie (Rumunia), Caracas (Wenezuela), Berlinie (Niemcy), a także w Polsce (nagroda Polskiego Radia). Tworzy muzykę różnorodną: symfoniczną, dzieła solowe, kameralne, pieśni czy też melodie dla dzieci; dokonuje nagrań w studiach radiowych i telewizyjnych, rejestruje nagrania płytowe, muzykę filmową i teatralną, a także dokonuje aranżacji muzyki poważnej i ludowej.
Marek Sewen jest też autorem broszurki pt. Czesław Niemen, która powstała na kanwie wywiadu przeprowadzonego z Niemenem w 1972, w czasach, kiedy Sewen był kierownikiem redakcji Polskich Nagrań i współpracownikiem redakcji „Synkopy”.

### Piosenki (wybór)
- „Szukam przyjaciela” (wyk. Stan Borys)
- „Kominiarz Johny” (wyk. Wojciech Skowroński)
- „Wierzę drzewom” (wyk. Czesław Niemen)
- „Dom, który mam” (sł. Jan Zalewski, wyk. Zdzisława Sośnicka)
- „Gdy wita nas Hel” (sł. Mirosław Łebkowski)
- „Stewardessa i marynarz” (sł. Mirosław Łebkowski)
- „Wiatr mieszka w dzikich topolach” (sł. Jerzy Ficowski)
- „Zagubieni w ciemności” (sł. M. Szop, wyk. Test)
- 1973: „Kto nas pokocha” (sł. Janusz Odrowąż, wyk. Czesław Niemen)
- 1974: „Jakim Cię wyśniłam” (sł. Wiktor Maksymkin, wyk. Anna German)
- 1975: „Tu wszędzie” (sł. Tadeusz Kubiak)
- 1978: „Jest w Warszawie mogiła” (sł. Tadeusz Kubiak)
- 1978: „Napisz do mnie miła” (sł. Tadeusz Kubiak)
- 1978: „Pan mnie pokochał” (sł. Tadeusz Kubiak)
- 1986: „Całuj gorąco” (sł. Andrzej Jastrzębiec-Kozłowski, wyk. Violetta Villas)

### Muzyka filmowa[3]
- 1971: Podróż za jeden uśmiech (serial TV) (reż. Stanisław Jędryka), Odcinek 6. Polowanie na kapelusz – piosenka „Dom, który mam”
- 1988: Pamięć i legenda (reż. Jerzy Woźniak) – piosenka „Ballada o I Batalionie”
- 1991: BONNE CHANCE FRENCHIE (Powodzenia, żołnierzyku); Dyrygent Warszawskiej Filharmonii Narodowej
- 1999: Wojaczek (reż. Lech Majewski) – aranżacja piosenki „Kiedy Allach szedł” i „Ali-Alo” (wyk. Violetta Villas); piosenka „Tato, kup mi spodnie” (sł. Krystyna Wolińska, wyk. Karin Stanek)

### Twórczość dziecięca (muzyka)
- Jaś i Małgosia, bajka muzyczna do tekstu Wacława Panka (1967)
- Przygody Koziołka Matołka (lata 70 XX w.)
- Bajka o gęsim jaju (1975)[4]
- Bajki o zagubionym humorze (1976)[5]
- Bajki dla Laury i Wawrzynka cz. 1. (wyk. Henryk Boukołowski, Tadeusz Müller, tekst bajki: Włodzimierz Ścisłowski: „Plecie wiatr w wiklinie”, „Straszne wierszyki”)
- Bajki dla Laury i Wawrzynka cz. 2. (wyk. Henryk Boukołowski, tekst bajki: Tadeusz Kubiak: „Tęczowa parasolka”, „Moje marzenia”)

### Inne ważniejsze kompozycje
- Kolędy polskie (wyk. Wiesław Ochman i Capella Arcis Varsoviensis)
- Religious songs (wyk. Paulos Raptis (tenor) i Capella Arcis Varsoviensis)
- Kiedy pierwsza gwiazdka błyśnie – kolędy polskie śpiewa Leonard Mróz (wyk. Leonard Mróz (bas) oraz Capella Arcis Varsoviensis)
- Adam Zwierz śpiewa kolędy (wyk. Warsaw Chamber Orchestra, Chór Kameralny Filharmonii Narodowej)
- Kolędy i Pastorałki na głos i fortepian (1960)
- Dwie pieśni do słów Marii Konopnickiej (1960)
- Polish Festive Music in Old Style (1962)
- Uwertura Koncertowa na orkiestrę symfoniczną (1963)
- Reminiscences for viola solo (1963)
- Margins for chamber ensemble (1970)
- Music at the Royal Court (1970)
- Canzone for trombone solo (1970)
- Bajki Mickiewicza, suita muzyczna na orkiestrę kameralną (1979)
- Flûte Concerto na flet i orkiestrę smyczkową (1987)
- Concerto grosso na smyczki i klawesyn (1987)
- Serenade for Strings (1988)
- Divertimento per 2 corni e archi (1989) Maciej Radziwiłł#Dyskografia
- Stabat Mater na sopran i alt solo, chór żeński i orkiestrę kameralną (1993)
- Sinfonia Sacra na tenor solo i orkiestrę symfoniczną (1995)
- Trumpet concerto (1996)
- Requiem Żołnierskie na chór męski i orkiestrę symfoniczną (1997)
- Uwertura „Sierpień godzina 0” na orkiestrę symfoniczną (1997)
- Okinoerabu, suita na orkiestrę kameralną (1988)
- Yokishima, poemat na orkiestrę (1988)
- Medytacja na flet solo (viola solo) (1999)
- Chant Funèbre na skrzypce i fortepian (1999)
- Inflorescences for chamber ensamble (2000)
- Passacaglia na orkiestrę symfoniczną (2001)
- Harpine na harfę solo (2001)
- Arioso for tuba solo (2002)
- Elegia na wiolonczelę solo (2002)
- Petite Musique pour deux violoncelles solo (2003)
- Concerto per fagotto na fagot i orkiestrę kameralną (2003)
- Balet charakterystyczny „Szczur” w 3 aktach na orkiestrę symfoniczną (2003)
- Symfonia Oratorium „Kantorzy śpiewać nie przestaną” na tenor solo, oratora, chór i orkiestrę symfoniczną (2003)
- Trzy erotyki do słów Jerzego Skokowskiego na głos i fortepian (2004)
- Trzy pieśni modlitewne do słów ks. Wiesława Niewęgłowskiego (2004)
- One cztery pieśni na głos solowy, flet i fortepian do wierszy Karola Wojtyły (2004) „Samarytanka”, Siostra”, „Weronika” i „Magdalena”[6]
- Trzecia Symfonia „Pielgrzym” na sopran, tenor, chór i orkiestrę” (2004)
- Symfonia Olimpijska (2014)[7]
- Symfonia Kolbergowska (2016)[8]

## Wyróżnienia i nagrody[9]
- Prezydenta Rzeczypospolitej Polskiej:
  - Krzyż Kawalerski Orderu Odrodzenia Polski „Za wybitne zasługi dla muzyki polskiej i jej promocji w świecie” (2008)[10]
- Ministra Kultury i Dziedzictwa Narodowego:
  - Dyplomem – „Za osiągnięcia w upowszechnianiu kultury”
  - Odznaką – „Zasłużony Działacz Kultury”
  - Złotym Medalem „Zasłużony Kulturze Gloria Artis”
- Polskiego Towarzystwa Lekarskiego
  - Odznaka – „Zasłużonemu PTL” – „za zorganizowanie 8 koncertów pod hasłem Muzyka i zdrowie”
- II Nagroda w Konkursie Sopot Festival 1971 za „Dom, który mam” w wykonaniu Zdzisławy Sośnickiej,
- II Nagroda i Złoty Apollo na festiwalu w Atenach w 1972 r. za „Wierzę drzewom” w wykonaniu Czesława Niemena,
- Nagroda Polskich Nagrań na X Krajowy Festiwal Piosenki Polskiej w Opolu za „Światło w lesie” w wykonaniu Jolanty Kubickiej,
- Nagrody miasta Kołobrzeg w 1973 i 1975 r.,
- Wyróżnienie na Międzynarodowym Festiwalu Onda Nueva w 1976 r. w Caracas,
- II nagroda w konkursie na utwór symfoniczny ogłoszony przez Polskie Radio w 1979 r. za „Uwerturę koncertową”.

Otrzymał specjalny dyplom za opracowanie hymnu Uniwersytetu w Mejo (Japonia) oraz za opracowanie pieśni „Utagie no Hibiko”, skomponowanej przez Cesarza Japonii. Otrzymał podziękowanie Prezydenta George W. Busha  za kompozycję „Passacaglia for N. Y. Heroes”, od króla Tajlandii – Bhumibol Adulyadeja, za utwór „Music at the Royal Court” oraz od Ojca Św. Jana Pawła II za nagraną na CD muzykę „Sinfonia Sacra”.

## Członkostwo w towarzystwach twórczych
Jest członkiem następujących stowarzyszeń:
- SPAM
- ZAKR
- ZAiKS